# Les Manteaux noirs
Les Manteaux noirs est un album de bande dessinée de Daniel Bardet et Éric Arnoux, le tome 4 de la série Timon des Blés.

## Fiche technique
- Scénariste : Daniel Bardet
- Dessinateur : Éric Arnoux
- Mise en couleurs : Martine Chagnaud
- Année de première publication : 1991
- Éditeur : Glénat, collection Vécu
- Nombre de planches : 46
- (ISBN 2-7234-1225-3)

## Synopsis
1794, l’aventure américaine est terminée, Timon est fermier à Jersey ; il vit avec sa nouvelle compagne et ses enfants, à l’écart de la Terreur qui sévit en France. L’exécution de son père va le contraindre à rentrer dans sa Normandie natale.
Des hommes masqués, portant une cape noire font leur apparition, provoquant une série de meurtres chez les notables locaux. Timon récupère l’héritage paternel et accompagné de sa bande entre en guerre contre le nouveau pouvoir.
L’épisode se termine par une formidable explosion.

## Commentaires
Bardet est connu pour ses talents de scénariste de bande dessinée historique (Les Chemins de Malefosse, Chroniques de la Maison Le Quéant), il s’associe à Éric Arnoux pour le quatrième album d’une série qui en compte huit. L’époque choisie ici est le dernier quart du XVIIIe siècle.

## Lieux
- île de Jersey
- province de Normandie

## Référence bibliographique
- Patrick Gaumer & Claude Moliterni, Dictionnaire mondial de la Bande Dessinée, Éditions Larousse, Paris, 1994,  (ISBN 2-03-523510-3).